# Новые Березники
Новые Березники —  село в Дальнеконстантиновском районе Нижегородской области. Входит в состав  Суроватихинского сельсовета.

## География
Находится на расстоянии приблизительно 9 километров по прямой на запад-юго-запад от поселка Дальнее Константиново, административного центра района.

## История
В 1905 году здесь была построена Николаевская церковь. В 1990 году восстановлена. 

## Население
| 2002 | 2010 |
| ---- | ---- |
| 163  | ↘142 |

### Национальный состав
Согласно результатам переписи 2002 года, в национальной структуре населения русские составляли 100 % из 163 чел.